# 化学教育

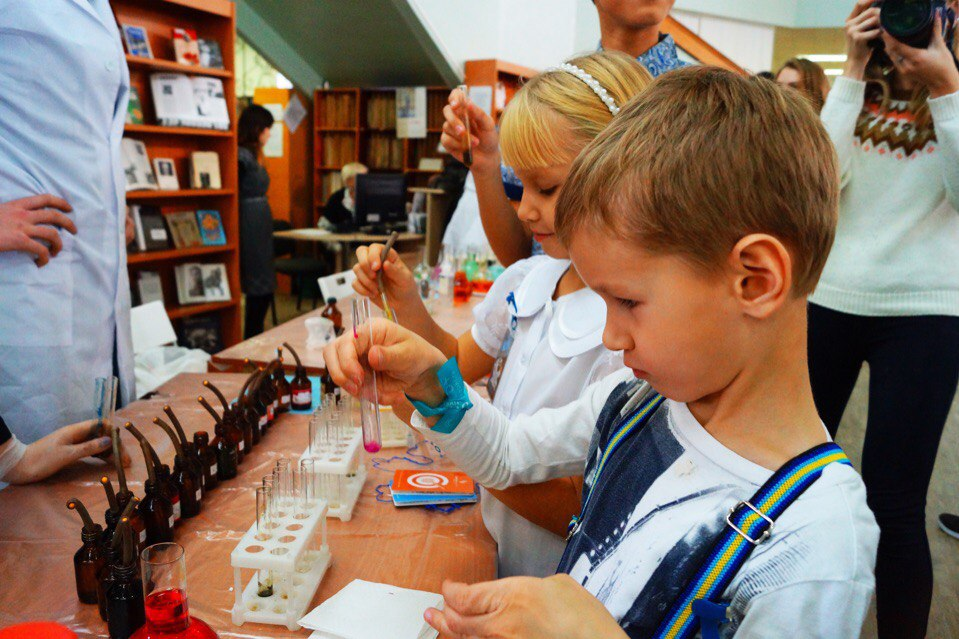
孩子们在试管中将化学药品混合，这是俄罗斯萨马拉动手化学教育计划的一部分。

化学教育是对所有院校中化學的教育和学习的研究。化学教育的内容包括：了解学生如何学习化学；如何让化学教学效果最好；如何通过改变教学方法及对化学教师进行适当的培训，以改善学习成果。化学教育方式包括但不限于课堂授课，多媒体演示和实验活动。
从事化学教学的教师的技能需要不断更新，因此化学教育这门学科可以满足这一需求。

## 教育理论
至少有四种不同的教育理念描述了如何进行化学教育。

### 从业者观点
第一种是“从业者观点”，其中的主体部分为负责化学教学的个人（教师，讲师，教授），他们通过自己的行动来定义化学教育。

### 化学教育者的实践
第二种观点的主体部分为化学教育者，教职员工和教员，他们对化学的某些领域 (有机化学、无机化学、生物化学 等）感兴趣， 有意愿通过期刊、出版物，书籍和演示文稿将建议，论文，观察结果和其他描述性的实验报告发布到公共领域。
- 卡米尔和亨利·德雷福斯基金会执行董事罗伯特·利希特（Robert L.Lichter）博士在第十六届化学教育双年度会议（最近的BCCE会议 , （页面存档备份，存于））的全体会议上发言时提出了一个问题：“为什么在更负责任且更精确的术语：“化学教授”，可以描述这个团体时，像“化学教育家”这样的术语还在高等教育中出现？”对此观点的一种批评是，很少有教授对于他们的教学工作进行关于教育的正式准备或背景知识，因此缺乏对教学事业的专业看法。他们尤其缺乏关于教学效果和学生学习方式的发现。

### 化学教育研究
第三种观点是“化学教育研究”（CER）。以物理教育研究（PER）为例，CER通常采用大学的化学教育研究中开发的理论和方法。这些理论和方法通常在学校的教学中实践，并将其用于理解后期的类似问题。 （作为大学的补充）。像科学教育研究者一样，CER从业人员倾向于研究他人的教学实践，而不是自己进行教学实践。化学教育研究通常是使用来自中学和中学后的人类学科“就地”进行的。化学教育研究利用定量和定性的数据收集方法。定量方法通常涉及收集数据，然后使用各种统计方法进行分析。定性方法包括访谈，观察，日记以及社会科学研究常用的其他方法。

### 教学学术研究
最后，有一个新兴的观点称为教学学术研究（SoTL）。  
- 尽管存在关于如何最好地定义SoTL的争论，但其基本思想之一是让教职员工（有机，无机，生物化学等）对他们的实践，如何进行教学研究以及研究反思进行更深入的了解，并且应用到自己的化学教学上。其目的是了解什么使学生学习真正有效。[3]

## 对化学课的恐惧

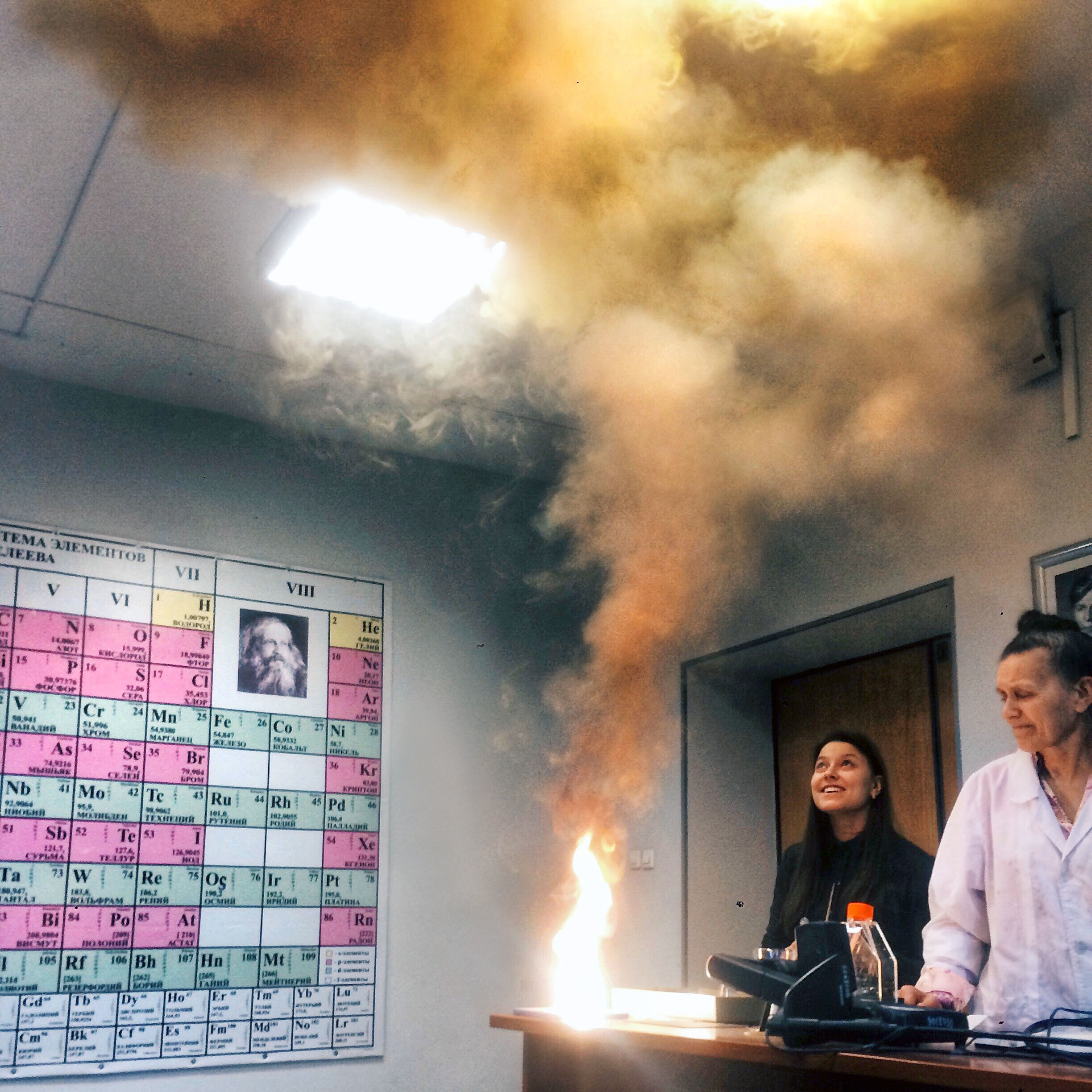
在化学课上进行示范。

许多大学生，尤其是学习理科的学生，需要学习化学课程。 一些学生发现化学课和做实验压力很大。  这种焦虑被称为“化学恐惧症”。 学生通常会在学习成绩，学习化学方程式的难度以及担心手会碰到化学物质等方面感到恐惧。 女学生比男学生更易感到恐惧。 提前进行化学学习会降低焦虑。对于厌恶化合物而不是化学这一学科的症状，参见化学恐惧症。

## 学术期刊
在许多期刊上都可以找到或发表与化学教育有关的论文。 从历史上看，许多这类期刊的发行地点仅限于出版国。 一些期刊专注于不同教育水平（学校与大学）的化学，而另外一些则涵盖所有教育水平。 这些期刊常包含各类文章，从课堂、实验室实践报告到教育研究不等。
- 澳大利亚化学教育期刊（英语：Royal Australian Chemical Institute）:  由 澳大利亚皇家化学研究所（英语：Royal Australian Chemical Institute） 出版，覆盖大学及中学相关领域。
- 化学教育研究与实践（英语：Chemistry Education Research and Practice） (CERP):  由英国皇家化学学会（RSC）发布CERP出版了有关化学教育各个方面的研究。 CERP发表理论观点，文献综述和经验论文，包括对创新实践的系统评价。[5]
- 化学教育（英语：Education in Chemistry） (EiC):  由英国皇家化学学会，涵盖了化学教育的所有领域。 EiC是RSC的教育杂志，而CERP是同行评审的研究杂志。
- 化学基础（英语：Foundations of Chemistry） (FOCH):  由Springer出版，涵盖化学教育的哲学和历史方面。
- 化学教育期刊（英语：Journal of Chemical Education）:  由美国化学学会的化学教育部门出版，涉及学校和大学教育。 它成立于1924年。
- 化学教育者（英语：The Chemical Educator）:  涵盖化学教育的所有领域。
- 化学教育杂志（英语：Chemical Education Journal）：涵盖化学教育的所有领域。( , ).
- 化学科学期刊清单（英语：List of scientific journals in chemistry）

化学教育方面的许多研究也发表在更广泛的科学教育领域的期刊中。

## 相关链接
- 维基共享资源上的相關多媒體資源：化学教育
- Welcome to ChemConnections （页面存档备份，存于）